# فوه
فوه نام شهر و شهرستانی در استان کفر الشیخ مصر است.